# 岸和田カンカンベイサイドモール

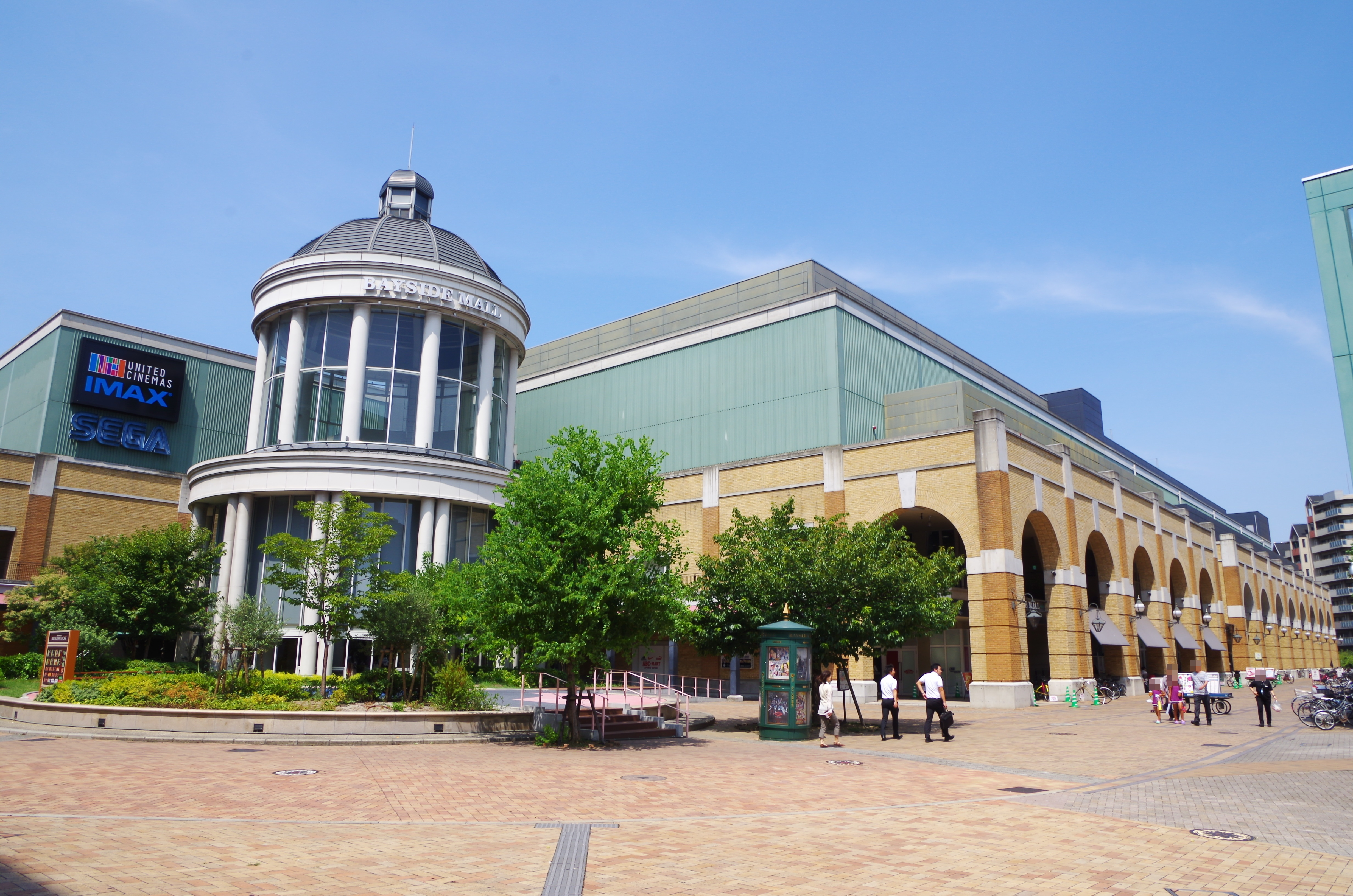
WEST

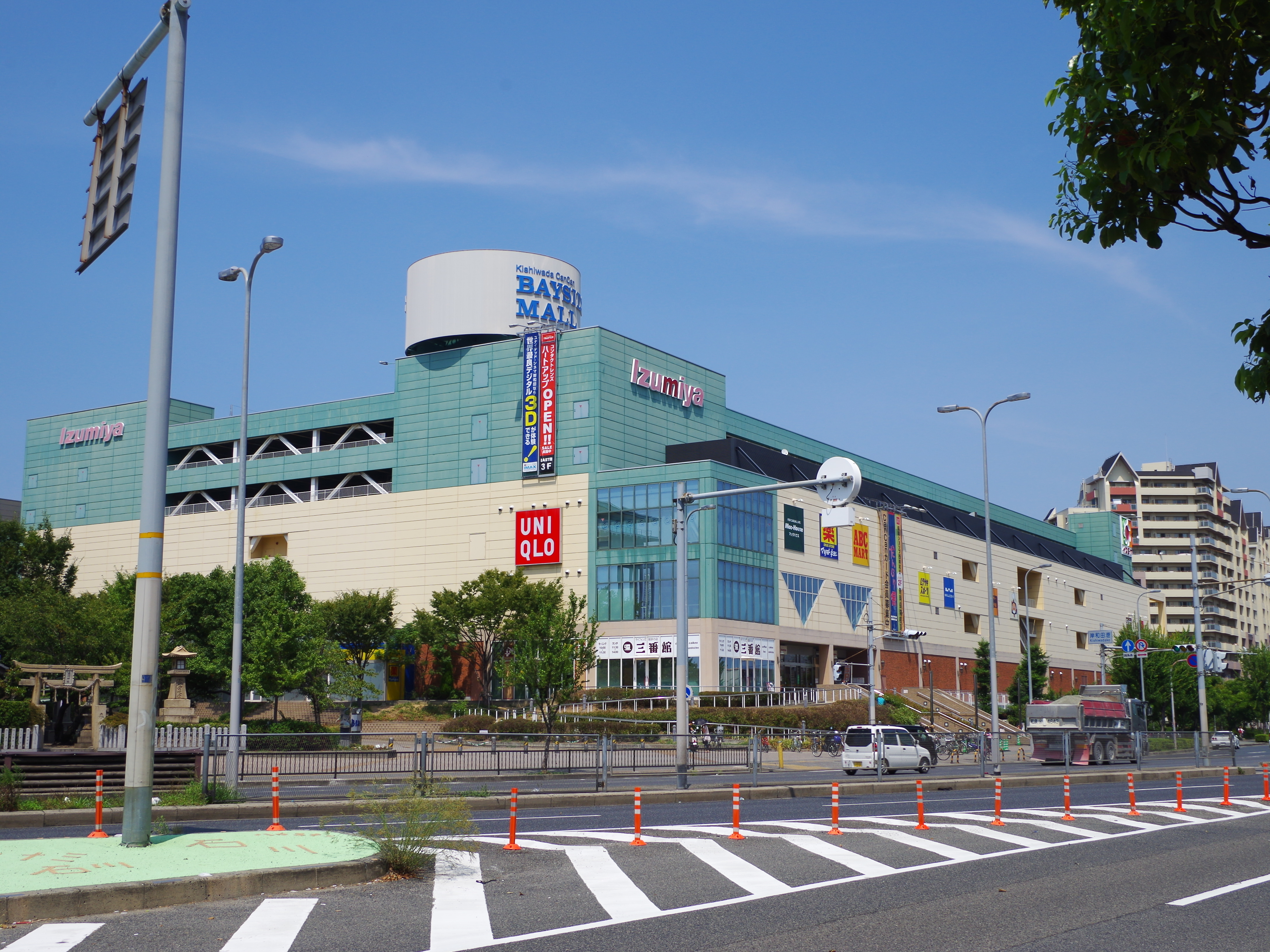
EAST
（大阪府道29号大阪臨海線に面している）

岸和田カンカンベイサイドモール（きしわだカンカンベイサイドモール、英文名称：Kishiwada CanCan BAYSIDE MALL）は、大阪府岸和田市にあるショッピングセンター（アウトレットモール）である。

## 概要
岸和田旧港再開発事業地における商業施設東館・西館として建設され、東館が1997年3月19日に「岸和田カンカン本館」、西館が1999年9月25日に「岸和田カンカンベイサイドモール」の名称でそれぞれオープンした。その後、2004年3月20日に東館が「岸和田カンカンベイサイドモールEAST」、西館が「岸和田カンカンベイサイドモールWEST」の現在の名称に改称された。
開業当初は大阪府と岸和田市、住友商事が出資して作られた第3セクター「岸和田港湾都市」が運営していたが、2006年に大阪府と岸和田市が保有株を全て住友商事に売却し、完全民営化。以降は住友商事の子会社である住商アーバン開発が運営を行っていた。（所有は2011年よりJ-REITの日本リテールファンド投資法人）。2010年には店舗の入れ替えを実施し、セレクトショップを含む19店を誘致した。
2015年12月、開業以来EASTのキーテナントだったイズミヤ西岸和田店が撤退。2016年8月に所有者はラサール・インベストメント・マネージメントが組成した「岸和田プロパティー合同会社」に替わり、2017年3月より運営は東京建物子会社のプライムプレイスとなった。
2018年3月30日、WESTをリニューアルオープンし、国内最大級のクライミングウォールやスケートボードパークなどのスポーツに特化した設備を新設した。
2019年4月14日に当館が所在する旧港地区および地蔵浜地区北東部の複数の施設がみなとオアシス岸和田として登録され、当館も構成施設のひとつとなっている。

### 名称の由来
「カンカン」という名称は、岸和田だんじり祭の見所のひとつである「カンカン場」に由来する。カンカン場は大阪府道29号大阪臨海線の岸和田港交差点のことを指す。当館が所在するあたりは1938年に埋立造成され、旧港再開発以前には岸和田港（1968年より阪南港）の船荷の重さを看貫秤（かんかんばかり）で計る場所であったことからカンカン場と呼ばれるようになった。

## 特徴

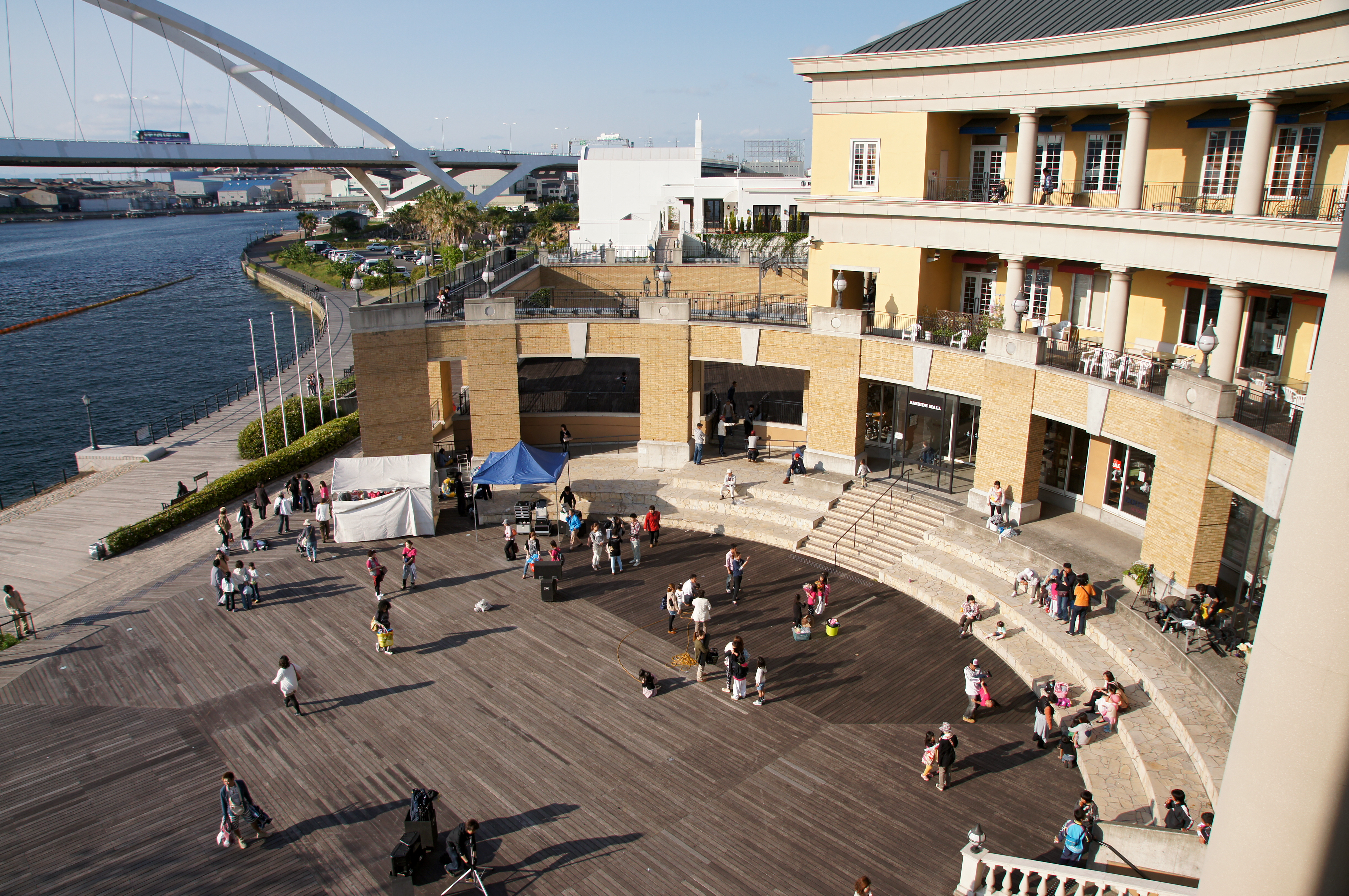
WESTのオーシャンサーカス

当館はWEST・EASTの二つに分かれており、その下には地下駐車場が広がっているが隣接している平面駐車場も利用できる（一部の平面駐車場に限り湯快リゾート送迎バス利用者向けに駐車料金がかからない）。モール内にはアウトレットショップの他、映画館や飲食店、アミューズメント施設などがある。
WEST
イギリスのリバプールを参考にして作られた洋風建築。地上4階建て（地下1階）で、1-3階は吹き抜け構造。ヨーロッパの小路地風の外観で、左右に様々な店が並んでいる。「OUTLET ムラサキ」や「アウトレットフィールド キュキュ」など当モールが日本初出店の店舗もある。
3階にあるユナイテッド・シネマは9スクリーンを有しており、関西最大級とされている。シネマ内には映画の爆発音や衝撃音に合わせて揺れるシートや障がい者席などが用意されている。
海際には週末に各種イベントが開催される「オーシャンサーカス」と呼ばれる円形広場があり、その奥の阪神高速4号湾岸線岸和田大橋を望む海辺にはプロムナードが整備されている。
その外観はロケ地として評価されており、2003年に大阪フィルム・カウンシルが主催したロケ地推薦写真コンクールで優秀賞を受賞。同地は実際に2001年放映の部長刑事のロケ地として使われた他、電力会社のCMなどのロケでも使われている。
EAST
地上5階建て（地下1階）。地上1〜3階の北側半分にイズミヤの跡地が、南側には専門店がある。地下および4階から上は駐車場となっている。

### 主なテナント
2025年6月現在。詳細は公式サイト内の「ショップガイド」を参照。
WEST
- ユナイテッドシネマ岸和田
- H&M
- 好日山荘
- トム・ソーヤのなかまたち
- サイゼリヤ

EAST
- ABC-MART
- しまむら
- アベイル
- バースデイ
- マツモトキヨシ
- セリア
- ハートアップ
- ロピア（2025年6月19日開店）
- サンマルクカフェ
- ミスタードーナツ
- FUJIYA KOBE

## 近隣施設
- 岸和田市立浪切ホール - 南側に隣接する多目的ホール
- リヴァージュブラン - WESTの北側に隣接する結婚式場

## 所在地
WEST
〒596-0014　大阪府岸和田市港緑町3-1
EAST
〒596-0014　大阪府岸和田市港緑町2-1

### 交通アクセス
- 阪神高速4号湾岸線 岸和田南出入口より車で約1分 - 大阪府道29号大阪臨海線 大北町西交差点および北町交差点付近に駐車場
- 南海本線 岸和田駅より徒歩約10分
- 岸和田市地域巡回ローズバス 港緑町（浪切ホール）停留所よりすぐ